# Strauß-Steinbrech
Der Strauß-Steinbrech (Saxifraga cotyledon) ist eine Pflanzenart aus der Gattung Steinbrech (Saxifraga) in der Familie der Steinbrechgewächse (Saxifragaceae).

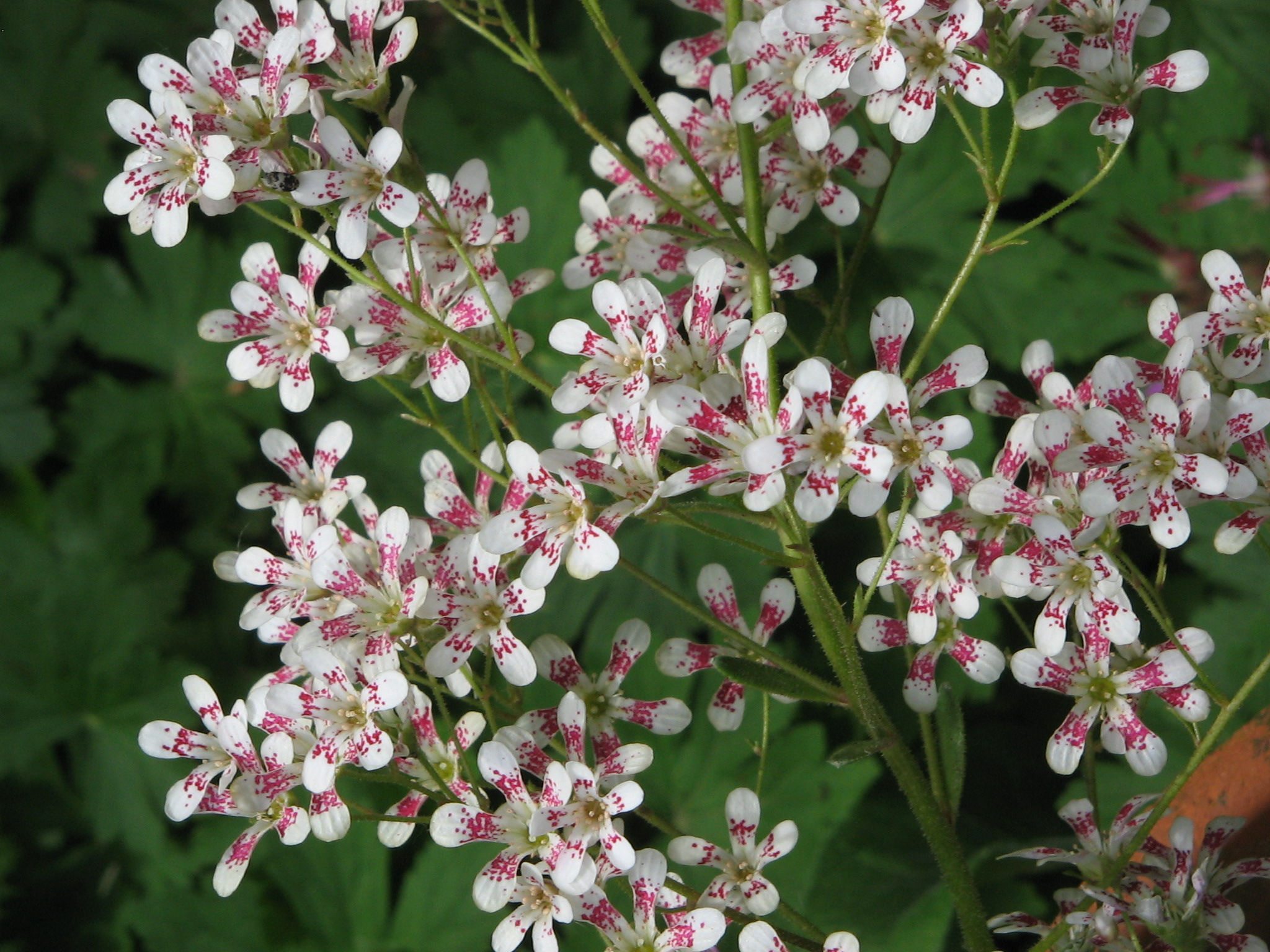
Blütenstand

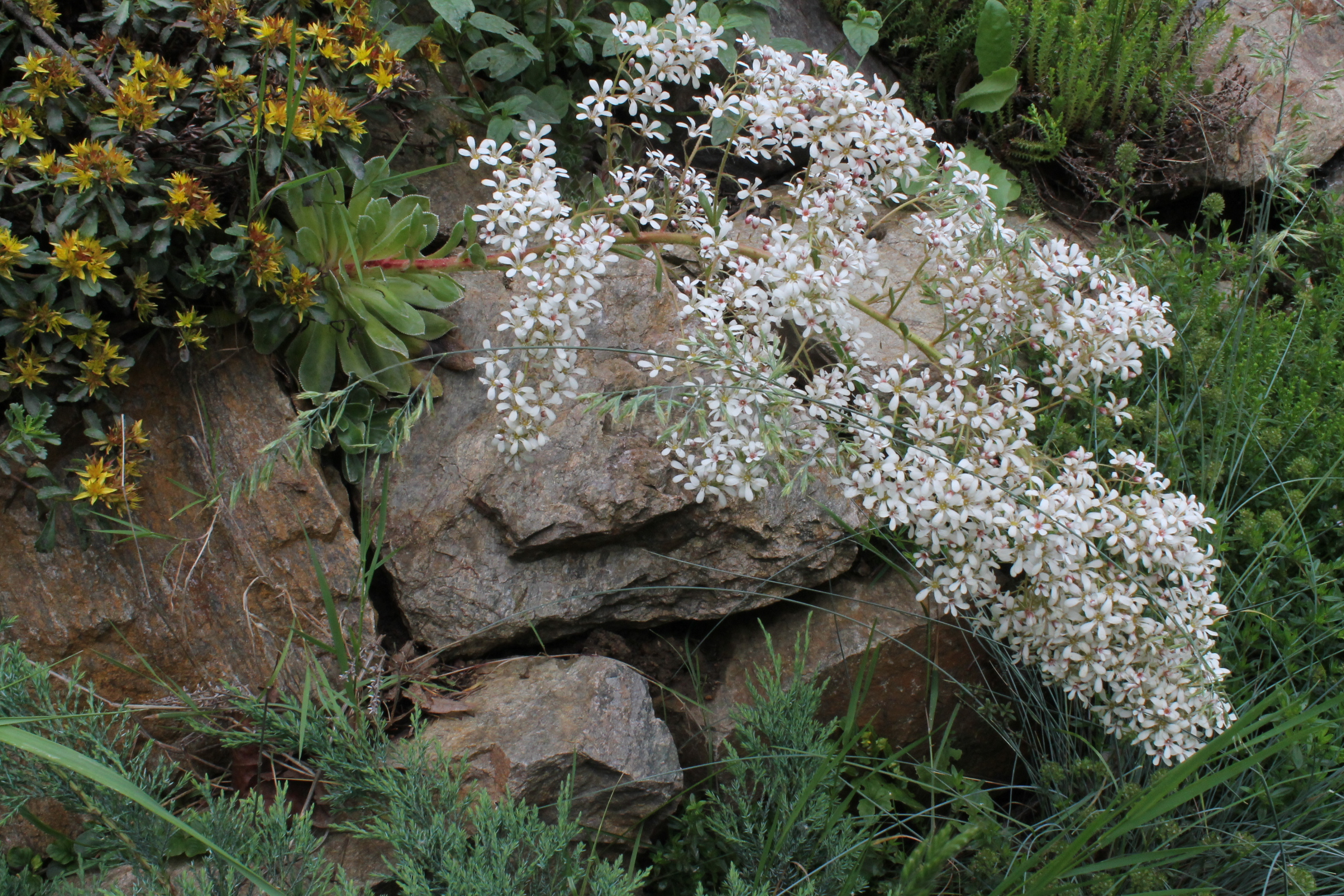
Habitus

## Beschreibung

### Vegetative Merkmale
Der Strauß-Steinbrech ist eine ausdauernde Pflanze, die Wuchshöhen von 20 bis 80 Zentimeter erreicht. Die stattliche Pflanze bildet bis zu 15 Zentimeter breite Rosetten aus. Die Rosettenblätter sind 20 bis 60 Millimeter lang, 10 bis 15 Millimeter breit und nach vorne verbreitert. Sie sind stachelspitzig oder stumpf, ledrig und haben am Rand nach vorne gerichtete Sägezähne und feine Kalkschüppchen. Die Stängelblätter sind zerstreut, 1 bis 3 Zentimeter lang und kurz drüsig behaart.

### Generative Merkmale
Der Stängel ist aufrecht bis überhängend, dicht drüsig und bildet fast ab dem Grund den rispig verzweigten, pyramidenförmigen Blütenstand. Die 5 Kelchblätter sind länglich und 1,5 bis 3 Millimeter lang. Die Kronblätter sind weiß, eiförmig und 6 bis 11 Millimeter groß. Sie haben oft rötliche Nerven, seltener sind sie rot punktiert. Die 10 Staubblätter sind kaum halb so lang wie die Kronblätter. Der Fruchtknoten ist fast ganz mit der Blütenröhre verwachsen. Die Samen sind länglich eiförmig, dunkelbraun, spitzwarzig und 0,8 Millimeter lang. Blütezeit ist von Juni bis August.
Die Art hat die Chromosomenzahl 2n = 28.

## Vorkommen
Der Strauß-Steinbrech kommt in den Pyrenäen, den Alpen und in Nordeuropa (Skandinavien und Island) vor. Er gedeiht in feuchten Felsspalten auf Silikat von Tallagen (Ponte Brolla im Tessin, 210 Meter) bis in Höhenlagen von 2615 Meter (Madone die Quadrella im Tessin) vor. Er wächst in Gesellschaften des Verbands Androsacion vandellii vor.
Die ökologischen Zeigerwerte nach Landolt & al. 2010 sind in der Schweiz: Feuchtezahl F = 3 (mäßig feucht), Lichtzahl L = 4 (hell), Reaktionszahl R = 2 (sauer), Temperaturzahl T = 2+ (unter-subalpin und ober-montan), Nährstoffzahl N = 2 (nährstoffarm), Kontinentalitätszahl K = 3 (subozeanisch bis subkontinental).

## Ökologie
Die Blüten sind proterandrisch und werden besonders von Fliegen besucht. Der Rostpilz Puccinia huteri wächst auf dem Strauß-Steinbrech.